# Ле-Борд-Омон
Ле-Борд-Омо́н (фр. Les Bordes-Aumont) — коммуна во Франции, находится в регионе Шампань — Арденны. Департамент — Об. Входит в состав кантона Буйи. Округ коммуны — Труа.
Код INSEE коммуны — 10049.
Коммуна расположена приблизительно в 150 км к юго-востоку от Парижа, в 90 км южнее Шалон-ан-Шампани, в 13 км к югу от Труа.

## Население
Население коммуны на 2008 год составляло 431 человек.
| 1962 | 1968 | 1975 | 1982 | 1990 | 1999 | 2008 |
| ---- | ---- | ---- | ---- | ---- | ---- | ---- |
| 180  | 158  | 164  | 221  | 288  | 294  | 431  |

## Администрация
| Период | Период | Фамилия       | Партия | Примечания |
| ------ | ------ | ------------- | ------ | ---------- |
|        | 1995   | Жан Жувене    |        |            |
| 1995   | 1998   | Жан Дюрель    |        |            |
| 1998   | 2014   | Симон Бюиссон |        |            |

## Экономика
В 2007 году среди 262 человек в трудоспособном возрасте (15—64 лет) 197 были экономически активными, 65 — неактивными (показатель активности — 75,2 %, в 1999 году было 76,2 %). Из 197 активных работали 184 человека (94 мужчины и 90 женщин), безработных было 13 (1 мужчина и 12 женщин). Среди 65 неактивных 23 человека были учениками или студентами, 28 — пенсионерами, 14 были неактивными по другим причинам.